# Diocèse de Prince George
Le diocèse de Prince George est un diocèse latin de l'Église catholique situé dans la province ecclésiastique de Vancouver en Colombie-Britannique au Canada.

## Histoire
Le vicariat apostolique de Prince Rupert a été érigé le 14 janvier 1944. Il a été élevé au rang de diocèse le 13 juillet 1967 et adopta le nom de Prince George par la même occasion.

## Ordinaires
- Émile-Marie Bunoz (de) (1944-1945)
- Anthony Jordan (de) (1945-1955)
- John Fergus O’Grady (1955-1986)
- Hubert Patrick O'Connor (1986-1991)
- Gerald William Wiesner (en) (1992-2013)
- Stephen Arthur Jensen (en) (2013- )

## Source
- (de) Cet article est partiellement ou en totalité issu de l’article de Wikipédia en allemand intitulé « Bistum Prince George » (voir la liste des auteurs).